# 韓智安
韓智安（韓語：한지안，1991年3月17日—），韓國女演員。

## 演出作品

### 電視劇
| 年份   | 電視台 | 劇名               | 角色                        | 性質     |
| 2014年 | JTBC   | 善巖女高偵探團     | 南孝珠                      |          |
| 2015年 | SBS    | 媽媽我媳婦         | 田爾希／Melsa賣場契約職社員 |          |
| 2016年 | SBS    | Mrs. Cop 2         | 李真雅                      |          |
| 2016年 | KBS2   | 在天空中的太陽     | 吳金順                      | 配角     |
| 2021年 | NAVER  | 所以我和黑粉結婚了 | 吳茵馨                      | 主演     |
| 2025年 | ENA    | 《你的味道》       |                             | 特別出演 |

### 電影
- 2018年：《宮合》飾演 自香閣妓生
- 2018年：《消失的夜晚》飾演 慧珍
- 2019年：《第十二個嫌疑犯》飾演 崔宥貞

## 外部連結
- 韓智安的Instagram帳戶
- 韓智安在NAVER上的资料
- 韓智安在Daum上的资料